# تکانۀ زاویه‌ای گردشی نور
تکانهٔ زاویه‌ای گردشی نور (به انگلیسی: Orbital angular momentum of light, OAM) یا گشتاور زاویه‌ای گردشی نور، مؤلفهٔ تکانهٔ زاویه‌ای پرتو نور است که به توزیع فضایی میدان، و نه به قطبش نور، وابسته است. 
تکانهٔ زاویه‌ای گردشی نور، دو نوع دارد؛ تکانهٔ زاویه‌ای گردشی داخلی، تکانه زاویه‌ای مستقل‌ازمنبع یک پرتو نور است که با جبهه موج مارپیچی مرتبط است. تکانهٔ زاویه‌ای گردشی خارجی، تکانهٔ زاویه‌ای وابسته‌به‌منبع است که از ضرب خارجی موقعیت پرتو نور (مرکز پرتو) و تکانه خطی کل آن به دست می‌آید.

## مفهوم

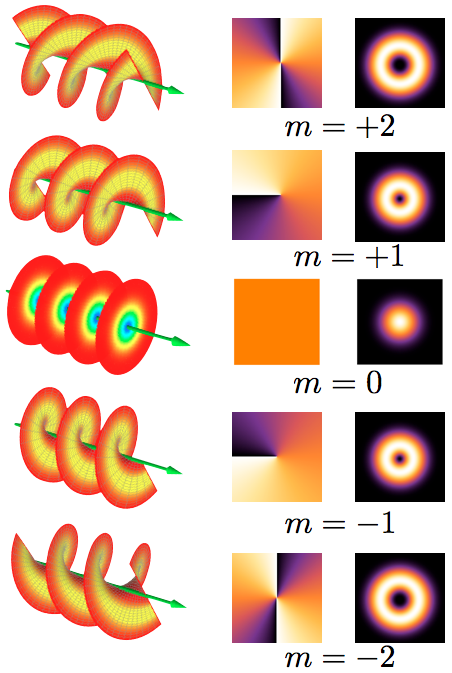
ستون‌ها در این شکل، ساختارهای مارپیچی پرتو، جبهه فاز، و توزیع شدت را نشان می‌دهند.

پرتو نور یک تکانه خطی {\displaystyle \mathbf {P} } دارد و از این رو می‌توان به آن یک تکانه زاویه‌ای خارجی {\displaystyle \mathbf {L} _{e}=\mathbf {r} \times \mathbf {P} } نیز نسبت داد. این تکانه زاویه‌ای خارجی به انتخاب مبدأ دستگاه مختصات بستگی دارد. اگر مبدأ را روی محور پرتو انتخاب کنیم و پرتو هم استوانه‌ای متقارن باشد (دست‌کم، توزیع تکانه آن)، تکانه زاویه‌ای خارجی ناپدید می‌شود. تکانه زاویه‌ای خارجی شکلی از تکانهٔ زاویه‌ای گردشی است، زیرا ربطی به قطبش ندارد و به توزیع فضایی میدان نوری بستگی دارد.
یک نمونهٔ جالب‌تر از تکانهٔ زاویه‌ای گردشی، تکانهٔ زاویه‌ای گردشی داخلی است و وقتی پیدا می‌شود که یک پرتو نور پیرامحوری (پاراکسیال، به انگلیسی: Paraxial) در مود مارپیچی (به انگلیسی: helical) قرار دارد. در مود مارپیچیِ میدان الکترومغناطیسی، جبهه موج به‌شکل مارپیچ دور محور پرتو، و یک گرداب نوری در مرکز است (شکل را ببینید). اگر فاز پرتو، روی محور پرتو تغییر کند، به تکانهٔ زاویه‌ای گردشی می‌انجامد.
ستون اول شکل راست، جبهه موج پرتو را نشان می‌دهد. ستون دوم، توزیع فاز نوری در مقطع پرتو است که رنگی نشان داده شده است. ستون سوم، توزیع شدت نور در مقطع پرتو (با یک هسته گردابی تیره در مرکز) است.
مودهای مارپیچی، با عدد صحیح {\displaystyle m} مشخص می‌شوند (مثبت یا منفی). اگر {\displaystyle m=0}، مود، مارپیچی نیست و جبهه‌های موج، چندین سطح جدا هستند، برای نمونه، دنباله‌ای از صفحات موازی (که نام موج تخت از آن گرفته شده است). اگر {\displaystyle m=\pm 1} ، جبهه موج به‌شکل یک سطح مارپیچی یگانه با گام برابر با طول موج {\displaystyle \lambda } است و چپ‌گردی یا راست‌گردی پرتو، با علامت {\displaystyle m} مشخص می‌شود. اگر {\displaystyle |m|\geqslant 2}، جبهه موج از {\displaystyle |m|} سطح مارپیچی متمایز اما درهم‌تنیده و با گام هر سطح مارپیچی برابر با {\displaystyle |m|\lambda } تشکیل می‌شود. چپ‌گردی یا راست‌گردی پرتو را علامت {\displaystyle m} تعیین می‌کند. عدد صحیح {\displaystyle m} به‌اصطلاح «بار توپولوژیکی» گرداب نوری است. پرتوهای نوری در مود مارپیچی، تکانه زاویه‌ای گردشی ناصفر دارند. برای نمونه، هر مود لاگر-گاوسی با عدد مود گردشی {\displaystyle m\neq 0}، چنین جبهه موج مارپیچی دارد.

## فرمول‌بندی
بیان کلاسیک تکانه زاویه‌ای گردشی چنین است: {\displaystyle \mathbf {L} =\epsilon _{0}\sum _{i=x,y,z}\int \left(E^{i}\left(\mathbf {r} \times {\boldsymbol {\nabla }}\right)A^{i}\right)d^{3}\mathbf {r} ,} که {\displaystyle \mathbf {E} } و {\displaystyle \mathbf {A} }، به‌ترتیب، میدان الکتریکی و پتانسیل برداری هستند و {\displaystyle \epsilon _{0}} گذردهی خلاء است. نمادهایی که بالانویس {\displaystyle i} دارند، مؤلفه‌های دکارتی بردارها را نشان می‌دهند.
برای یک پرتو تک‌فام (به انگلیسی: monochromatic)، این عبارت را می‌توان چنین نوشت: {\displaystyle \mathbf {L} ={\frac {\epsilon _{0}}{2i\omega }}\sum _{i=x,y,z}\int \left({E^{i}}^{\ast }\left(\mathbf {r} \times \mathbf {\nabla } \right)E^{i}\right)d^{3}\mathbf {r} .}
وقتی موج، استوانه‌ای متقارن نباشد، این عبارت عموماً ناصفر می‌شود. به‌ویژه، در رویکرد کوانتومی، هر فوتون ممکن است تکانه زاویه‌ای گردشی زیر را دارا باشد: {\displaystyle \mathbf {L} _{z}=m\hbar } که در آن بار توپولوژیکی {\displaystyle m} را می‌توان از میدان الکتریکی پرتوهای گردابی به‌دست‌آورد.
عبارت کلی تابع موج مربوطه (توابع ویژه عملگر تکانه زاویه‌ای گردشی) چنین است: {\displaystyle \langle \mathbf {r} |m\rangle \propto e^{im\phi }} که {\displaystyle \phi } در دستگاه مختصات استوانه‌ای تعریف می‌شود. این عبارت مربوط به امواجی است که جبهه موج مارپیچی در محور پرتو و یک گرداب نوری در مرکز دارند (شکل بالا را ببینید).

## پدیدآوردن تکانهٔ زاویه‌ای گردشی
مودهای {\displaystyle m=\pm 1} تکانه زاویه‌ای گردشی به‌طور طبیعی رخ می‌دهند. تکانه زاویه‌ای گردشی در مود دلخواه {\displaystyle m} را می‌توان به‌طور مصنوعی با استفاده از ابزارهای مختلفی مانند صفحه فاز مارپیچی، مدولاتور نوری فضایی و صفحه q پدیدآورد.
صفحه موج مارپیچی ساخته‌شده از پلاستیک یا شیشه، صفحه‌ای‌ست که در آن ضخامت ماده، به صورت مارپیچی افزایش می‌یابد تا یک گرادیان فاز روی نور گذرنده از آن پدیدآورد. برای یک طول موج معین و یک مود تکانه زاویه‌ای گردشی {\displaystyle m} معین، لازم است که ارتفاع پله (ارتفاع میان نازک‌ترین و کلفت‌ترین بخش صفحه) {\displaystyle s=m\lambda /(n-1)} باشد، که {\displaystyle n} ضریب شکست صفحه است. اگرچه صفحات موج کارآمد هستند، تولید آنها نسبتاً گران است و در کل برای طول موج‌های گوناگون نور قابل تنظیم نیستند.
راه دیگر برای تغییر فاز نور، استفاده از توری پراش است. برای مود {\displaystyle m=0}، توری پراش از خطوط موازی تشکیل شده است. بااین‌حال، برای مود {\displaystyle m=1}، یک به‌هم‌خوردگی چنگالی (به انگلیسی: fork dislocation) پیدا خواهد شد، و تعداد خطوط بالایی به‌هم‌خوردگی، یکی بزرگتر از تعداد خطوط پایینی خواهد بود. یک مود تکانه زاویه‌ای گردشی با {\displaystyle m>1} را می‌توان با افزایش اختلاف تعداد خطوط بالا و پایین به‌هم‌خوردگی پدیدآورد. در صفحات موج مارپیچی، این توری‌های پراش برای {\displaystyle m} ثابت هستند، گرچه محدود به طول موج خاصی نیستند.

یک پرتو نور با یک تکانه زاویه‌ای گردشی معین می‌تواند با تاباندن یک پرتو استاندارد گاوسی به یک صفحه مدولاتور نوری فضایی (SLM) پدید آید. اگر نمایه فاز SLM تخت باشد، SLM در واقع به عنوان یک آینه کار می‌کند. اگر فاز دارای نمایه مارپیچی باشد، پرتو حاصل یک پرتو لاگر-گاوسی با کانه زاویه‌ای گردشی مشخص است. در عمل، یک پرتو گاوسی غیرقابل چشم‌پوشی نیز در پرتو بازتابی هست. می‌توان آن را با مارپیچی کردن فاز SLM با یک توری پراش، برطرف کرد.

یک مدولاتور نوری فضایی به روشی مشابه توری پراش عمل می‌کند، اما می‌تواند توسط کامپیوتر نیز کنترل شود تا طیف گسترده‌ای از مودهای تکانه زاویه‌ای گردشی را پدیدآورد.

## کاربردها

### انتقال داده‌ها
تحقیق نشان داده‌است که با بهره‌گیری از تکانه زاویه‌ای گردشی نور می‌توان حجم بی‌سابقه‌ای از داده‌ها را از راه فیبر نوری منتقل کرد. برپایۀ آزمایش‌های نخستین، با انتقال رشته‌ای از داده‌ها که روی یک پرتو نوری با هشت مود تکانه زاویه‌ای گردشی گوناگون ({\displaystyle m=8})، مالتی‌پلکس شده‌اند، به ظرفیت انتقال داده تا ۲٫۵ ترابیت (معادل ۶۶ دی‌وی‌دی یا ۳۲۰ گیگابایت) بر ثانیه رسیده‌اند.

### اطلاعات کوانتومی
مودهای تکانه زاویه‌ای گردشی را می‌توان به‌صورت برهم‌نهی‌های همدوس (به انگلیسی: coherent superpositions) پدیدآورد و می‌توان آن‌ها را در هم تنید، که یک بخش جدایی‌ناپذیر از روش‌هایی است که در پروتکل‌های اطلاعات کوانتومی به کار می‌روند.

### نجوم رادیویی
در سال ۲۰۱۹، مقاله‌ای که در ماهنامه انجمن سلطنتی نجوم منتشر شد، شواهدی را پیش نهاد که نشان می‌داد سیگنال‌های رادیویی تکانه زاویه‌ای گردشی از نزدیک سیاه‌چاله M87* در فاصله بیش‌از ۵۰ میلیون سال نوری دریافت شده است. این نشان می‌دهد که اطلاعات تکانه زاویه‌ای نوری می‌توانند در فاصله‌های نجومی منتشر شوند.